# وویچیخ ویشنیفسکی
وویچیخ ویشنیفسکی (انگلیسی: Wojciech Wiszniewski؛ ۲۲ فوریه ۱۹۴۶ – ۲۱ فوریهٔ ۱۹۸۱) یک کارگردان فیلم، و کارگردان نمایش اهل لهستان بود.
بیشتر فیلم‌های او توسط مقامات کمونیست سانسور شد، چرا که به زعم آنان، تصویر بدبینانه از لهستان در دههٔ ۱۹۷۰ میلادی ارائه می‌کرد و این فیلم‌ها پس از مرگش منتشر شدند.